# Münchner Ägyptologische Studien
Münchner Ägyptologische Studien (Abkürzung MÄS) ist eine Schriftenreihe, in der die Arbeiten des Instituts für Ägyptologie und Koptologie der Universität München erscheinen.
Die Reihe erschien zunächst im Verlag Bruno Hessling, Berlin, dann im Deutschen Kunstverlag, München. Die Bände 46 bis 55 erschienen im Verlag Philipp von Zabern, Mainz/Darmstadt. Herausgeber waren Günter Burkard und Dieter Kessler. Seit 2020 erscheint diese Reihe im Ugarit-Verlag, Münster. Herausgeber sind Friedhelm Hoffmann, Gabriele Pieke und Martina Ullmann.

## Bände
- 1: Ingrid Gamer-Wallert: Die Palmen im Alten Aegypten. Eine Untersuchung ihrer praktischen, symbolischen und religiösen Bedeutung. Berlin 1962
- 2: Dieter Arnold: Wandrelief und Raumfunktion in ägyptischen Tempeln des Neuen Reiches.  Berlin 1962
- 3: Winfried Barta: Die altägyptische Opferliste von der Frühzeit bis zur griechisch-römischen Epoche. Berlin 1963
- 4: Schafik Allam: Beiträge zum Hathorkult (bis zum Ende des Mittleren Reiches). Berlin 1963
- 5: Hans Wolfgang Müller: Ägyptische Kunstwerke, Kleinfunde und Glas in der Sammlung E. und M. Kofler-Truniger, Luzern. Berlin 1964
- 6: Alan Richard Schulman: Military Rank, title, and organization in the Egyptian New Kingdom. Berlin 1964
- 7: Wolfgang Schenkel: Grundformen mittelägyptischer Sätze anhand der Sinuhe-Erzählung. Berlin 1965
- 8: Elisabeth Staehelin: Untersuchungen zur ägyptischen Tracht im Alten Reich. Berlin 1966
- 9: John Gwyn Griffiths: The origins of Osiris. Berlin 1966
- 10: Wolfhart Westendorf: Altägyptische Darstellungen des Sonnenlaufes auf der abschüssigen Himmelsbahn. Berlin 1966
- 11: Maria Münster: Untersuchungen zur Göttin Isis vom Alten Reich bis zum Ende des Neuen Reiches. Berlin 1968
- 12: Helmut Satzinger: Die negativen Konstruktionen im Alt- und Mittelägyptischen. Berlin 1968
- 13: Tycho Mrsich: Untersuchungen zur Hausurkunde des Alten Reiches. Ein Beitrag zum altägyptischen Stiftungsrecht. Berlin 1968
- 14: Birgit Nolte: Die Glasgefässe im Alten Ägypten. Berlin 1968
- 15: Eva Kühnert-Eggebrecht: Die Axt als Waffe und Werkzeug im alten Ägypten. Berlin 1969
- 16: Hans Wolfgang Müller: Der Isiskult im antiken Benevent und Katalog der Skulpturen aus den ägyptischen Heiligtümern im Museo del Sannio zu Benevent. Berlin 1969
- 17: Dietrich Wildung: Die Rolle ägyptischer Könige im Bewußtsein ihrer Nachwelt. Posthume Quellen über die Könige der ersten vier Dynastien. Berlin 1969
- 18: Winfried Barta: Das Gespräch eines Mannes mit seinem BA (Papyrus Berlin 3024). Berlin 1969
- 19: Jan Assmann: Liturgische Lieder an den Sonnengott. Untersuchungen zur altägyptischen Hymnik I. Berlin 1969
- 20: Jürgen von Beckerath: Handbuch der ägyptischen Königsnamen. München 1984
- 21: Ali Radwan: Die Darstellungen des regierenden Königs und seiner Familienangehörigen in den Privatgräbern der 18. Dynastie. Berlin 1969
- 22: Winfried Barta: Das Selbstzeugnis eines altägyptischen Künstlers (Stele Louvre C 14). Berlin 1970
- 23: Irene Shirun-Grumach: Untersuchungen zur Lebenslehre des Amenope. München 1970
- 24: Elmar Edel: Das Akazienhaus und seine Rolle in den Begräbnisriten des alten Ägyptens. Berlin 1970
- 25: Elmar Edel: Beiträge zu den Inschriften des Mittleren Reiches in den Gräbern der Qubbet el Hawa. Berlin 1971
- 26: Muhammad Ibrahim Mursi: Die Hohenpriester des Sonnengottes von der Frühzeit Ägyptens bis zum Ende des Neuen Reiches. Berlin 1972
- 27: Christine Lilyquist: Ancient Egyptian mirrors. From the earliest times through the Middle Kingdom. München 1979
- 28: Winfried Barta: Untersuchungen zum Götterkreis der Neunheit. München/Berlin 1973
- 29: Virginia Lee Davis: Syntax of the negative particles bw and bn in late Egyptian. München 1973
- 30: Elisabeth-Christine Strauß: Die Nunschale. Eines Gefäßgruppe des Neuen Reiches. München/Berlin 1974
- 31: Wolfgang Helck: Altägyptische Aktenkunde des 3. und 2. Jahrtausends v. Chr. München/Berlin 1974
- 32: Winfried Barta: Untersuchungen zur Göttlichkeit des regierenden Königs : Ritus und Sakralkönigtum in Altägypten nach Zeugnissen der Frühzeit und des Alten Reiches. München 1975
- 33: Ali Hassan: Stöcke und Stäbe im Pharaonischen Ägypten bis zum Ende des Neuen Reiches. München/Berlin 1976
- 34: Lise Manniche: Ancient Egyptian musical instruments. München/Berlin 1975
- 35: Christine Seeber: Untersuchungen zur Darstellung des Totengerichts im Alten Ägypten München 1976
- 36: Dietrich Wildung: Imhotep und Amenhotep. Gottwerdung im alten Ägypten. München 1977
- 37: Virginia Condon (Hrsg.): Seven royal hymns of the Ramesside period. Papyrus Turin CG 54031. München 1978
- 38: Edgar Pusch: Das Senet-Brettspiel im Alten Ägypten. 2 Bände, München 1979
- 39: Winfried Barta: Die Bedeutung der Pyramidentexte für den verstorbenen König. München 1981
- 40: Joachim Boessneck, Angela von den Driesch: Studien an subfossilen Tierknochen aus Ägypten. München 1982
- 41: Irmtraut Munro: Das Zelt-Heiligtum des Min. Rekonstruktion und Deutung eines fragmentarischen Modells (Kestner-Museum 1935.200.250). München 1973
- 42: Winfried Barta: Die Bedeutung der Jenseitsbücher für den verstorbenen König. München 1985
- 43: Johanna Dittmar: Blumen und Blumensträuße als Opfergabe im alten Ägypten. München 1986
- 44: Emma Swan Hall: The Pharao Smites His Enemies. A Comparative Study. München 1986
- 45: Bruce Williams: Decorated Pottery and the Art of Naqada III. A documentary essay München 1988
- 46: Jürgen von Beckerath: Chronologie des pharaonischen Ägypten. Die Zeitbestimmung der ägyptischen Geschichte von der Vorzeit bis 332 v. Chr. Mainz 1997
- 47: Wolfgang Waitkus: Die Texte in den unteren Krypten des Hathortempels von Dendera. Ihre Aussagen zur Funktion und Bedeutung dieser Räume. Mainz 1997
- 48: Steve Vinson: The Nile Boatman at Work, 1200 BC-400 CE. Mainz 1998
- 49: Jürgen von Beckerath: Handbuch der ägyptischen Königsnamen. 2. Auflage, Mainz 1999
- 50: Christian Leitz: Die Aussenwand des Sanktuars in Dendera. Untersuchungen zur Dekorationssystematik Mainz 2001
- 51: Claire Derriks: Les Miroirs Cariatides Egyptiens en Bronze. Typologie, chronologie et symbolique. Mainz 2001
- 52: Peter F. Dorman: Faces in Clay. Technique, imagery, and allusion in a corpus of ceramic sculpture from ancient Egypt. Mainz 2002
- 53: Rainer Gerisch: Holzkohleuntersuchungen an pharaonischem und byzantinischem Material aus Amarna und Umgebung. Ein Beitrag zur Identifizierung von Hölzern unter Berücksichtigung des Gebrauches von Holz als Brennmaterial und seiner Rolle bei der Rekonstruktion der lokalen Vegetation. Mainz 2004
- 54: Sabine Albers: Lautsymbolik in ägyptischen Texten. Mainz 2008
- 55: Dagmar Budde: Das Götterkind im Tempel, in der Stadt und im Weltgebäude. Darmstadt 2011